# Cytisopsis
Genre
Synonymes
- Lyauteya Maire[2]

Cytisopsis est un genre de plantes à fleurs dicotylédones de la famille des Fabaceae, sous-famille des Faboideae, originaire du Proche-Orient et d'Afrique du Nord, qui comprend deux espèces acceptées.
Ce sont des arbrisseaux qui se distinguent dans la tribu des Loteae notamment par leurs feuilles sessiles et l'absence de stipules. Ces plantes poussent dans les  bois et broussailles méditerranéennes et dans les zones arides et semi-arides.

## Étymologie
Le nom générique, « Cytisopsis », est formé du nom de genre Cytisus (terme latin dérivé du grec κύτισος, kýtisos, qui désignait le cytise), avec le suffixe grec ὄψις (-opsis), « apparence », en référence à la ressemblance entre les deux genres.

## Liste d'espèces
Selon The Plant List (12 novembre 2018) :
- Cytisopsis ahmedii (Batt. & Pit.) Lassen
- Cytisopsis pseudocytisus (Boiss.) Fertig